# Малый Волховец
Ма́лый Во́лховец — правый рукав реки Волхов.
От основного русла Волхова рукав отделяется в 2 км от озера Ильмень, севернее Рюрикова Городища. Затем Малый Волховец огибает Великий Новгород и вновь впадает в Волхов за Хутынским монастырём, в районе Холопьего городка, образуя, таким образом, большой остров, на котором, кроме прочего, находится Торговая сторона Великого Новгорода. Имеет протяжённость 17 км.
Примерно через 1 км после истока разделяется на два рукава — Левошню и Правошню, которые сливаются вновь перед Синим мостом Великого Новгорода. Справа в Малый Волховец впадает река Вишера.
Ежегодно, во время весеннего половодья река сильно разливается и, ввиду небольшой протяжённости, приобретает вид озера.
На берегах Малого Волховца находятся деревни Шолохово, Волотово и Новониколаевское; архитектурные памятники: останки Кирилло-Афанасьевского монастыря, Холопий городок, церковь Спаса на Ковалёве, церковь Успения на Волотовом поле и Хутынский монастырь.
Рукава современного Малого Волховца Левошня и Правошня образуют между собой остров Нелезен, на котором, до разрушения в годы ВОВ, стоял вышеуказанный Кирилло-Афанасьевский монастырь.
Ранее в Малый Волховец впадала также небольшая речка Ситенка, которая после начала строительства железнодорожной магистрали Петроград — Орёл была перекопана.

## Жилотуг

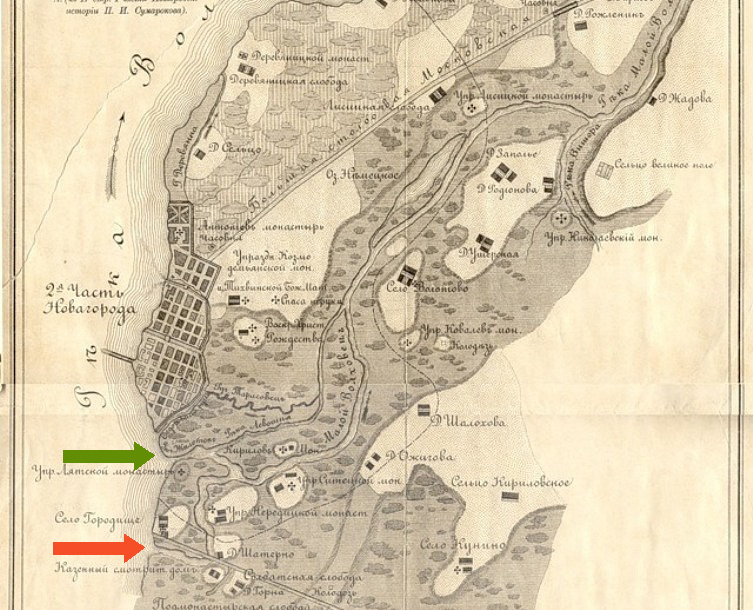
Карта с указанием истока Малого Волховца (красная стрелка) и Жилотуга (зелёная стрелка)

Прежде, до строительства Сиверсова канала, исток Малого Волховца находился несколько южнее, рядом с точкой, где сегодня начинается канал. Современное же начало Малого Волховца было ранее ручьём Жилоту́г, который имел в Волховец небольшую протоку и далее (Левошня) протекал до современного Синего моста, где и сливался с Волховцем. Через Жилотуг имелся мост, который неоднократно упоминается в летописи. В частности впервые под 6846 [1338] годом:
В лѣто 6846. Бысть 38 вода велика в Волховѣ, яко же не бысть бывала николи же, по велицѣ дни на 3 недѣли въ среду, и снесе великого мосту 10 городенъ; тогда и Жилотужьскыи мостъ снесе и створися зла много.
В начале 20-го века было предпринято строительство железной дороги Петроград—Орёл. Согласно проекту, требовалось построить мост через Волхов, для чего несколько севернее Рюрикова Городища были установлены 6 мостовых опор и устроены подводящие насыпи. Правобережная насыпь перегородила старое русло Малого Волховца. Сегодня на старом русле речки располагаются деревни Сельцо-Шатерно, Спас-Нередицы а также Церковь Спаса на Нередице (1198), которая в 1992 году по решению ЮНЕСКО включена в Список Всемирного наследия.